# Couvenwandbrunnen

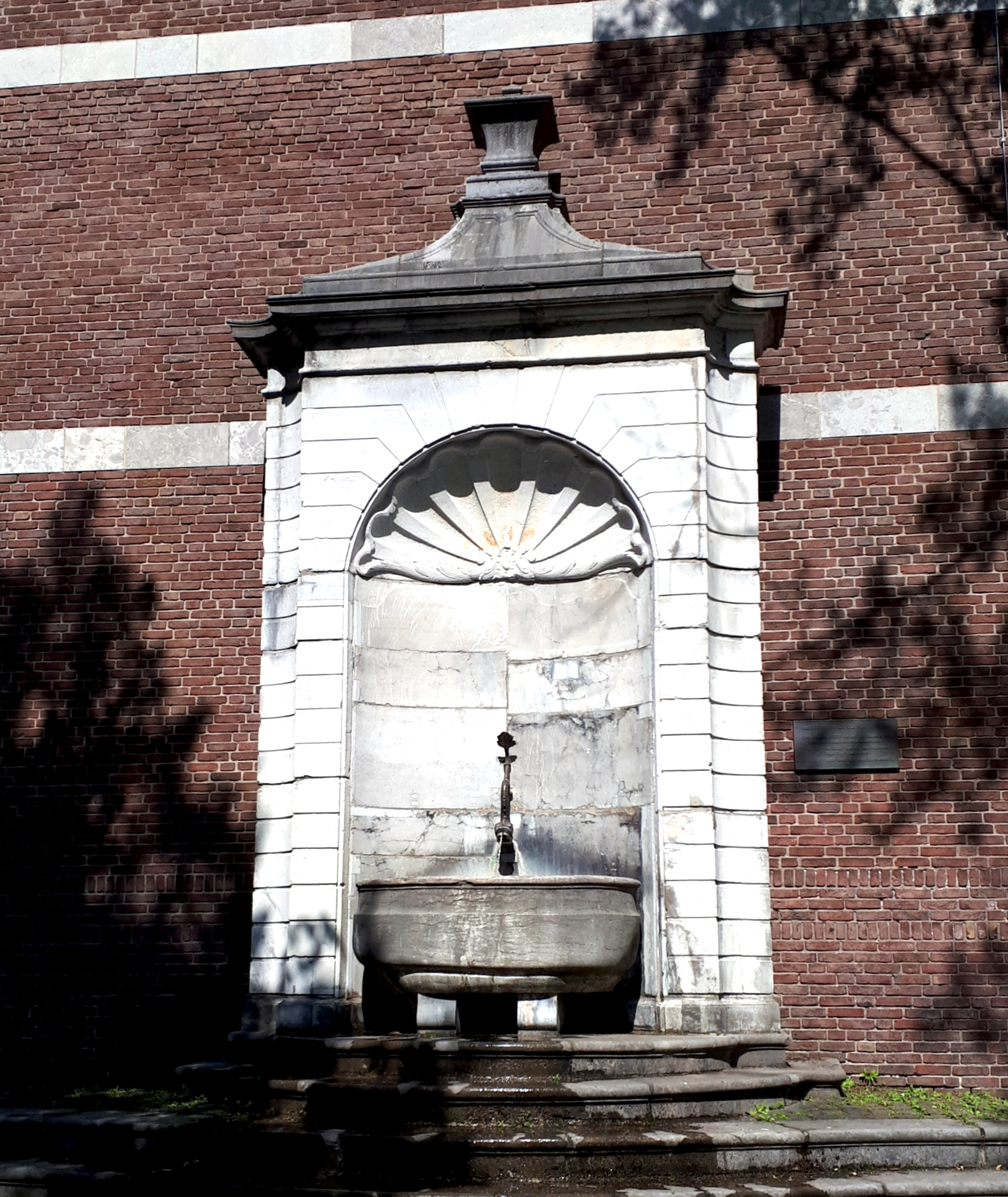
Der Couvenwandbrunnen

Der Couvenwandbrunnen steht im Aachener Stadtteil Burtscheid, Nordrhein-Westfalen am Abteiplatz.
Der Wandbrunnen wurde von Jakob Couven, einem Aachener Barockbaumeister, im Rahmen einer späteren Erweiterung des Innenhofs des Wespienhauses entworfen und nicht wie ursprünglich angenommen 1737 von seinem Vater Johann Joseph Couven. Es heißt: „Jakob Couven erhielt zu einem unbekannten Zeitpunkt den Auftrag, an der Hoffassade der Werkflügels einen Brunnen anzubringen, der nach dem Krieg hinter Kirche St. Johann in Burtscheid zur Aufstellung kam. Hier weist ihn eine Plakette fälschlich als Arbeit Couvens d. Ä. aus.“
Zu Beginn des 20. Jahrhunderts wurde das Wespienhaus wegen Finanzproblemen des Besitzers verkauft und die Inneneinrichtung versteigert, wobei der Brunnen für die Stadt gerettet werden konnte. Anlässlich der Einrichtung des ersten Couven-Museums Aachen im Haus Fey am Seilgraben, wurde der Brunnen im Jahr 1928 in den Innenhof dieses Hauses transloziert. Nachdem durch den Bombenangriff vom 14. Juli 1943 Haus Fey fast vollständig zerstört wurde, konnte der Brunnen erneut gerettet und zwischengelagert werden. Schließlich wurde er 1993 an seinem jetzigen Platz unterhalb der Kirche St. Johann am Abteiplatz in Burtscheid aufgestellt.
Eintrag in der Denkmalliste; Nummer 3360:

„Wandbrunnen als Teil des ehem. Hauses Fey, Seilgraben 34, mit dem Standort Abteiplatz an der Wand des Marienhospitals nach seiner Wiedererrichtung. Wandbrunnen, erbaut 2. H. des 18. Jh., (Couven), Blaustein [...], Brunnenaufbau ca. 2,80 m breit und ca. 5,70 m hoch. Die kochenförmige Brunnennische im oberen Breich (Kalotte) mit Muschelwerk verziert. Die ausgekehlten Seitenpfeiler nehmen eine rustikale Quaderform auf, die als Rundbogen die Konche überdeckt. Der Brunnenaufsatz schliesst oben ab mit profiliertem Gesims, das an den Seiten die aufgehende Kehle der Pfeiler aufnimmt. Dem Wandbrunnen vorgelagert eine 4-stufige, geschwungene Treppenanlage aus Blaustein mit profilierten Auftritten. In die Brunnennische eingestellt ein aus einem Blaustein geschlagenes ellipsenförmiges Becken. 8 cm starke Beckenwand am oberen Rand und am Boden profiliert.“